# ستيوارت ديفيس
ستيوارت ديفيس (بالإنجليزية: Stuart Davis (painter)) (و. 1892 – 1964 م) هو رسام من الولايات المتحدة الأمريكية ولد في فيلادلفيا، بنسيلفانيا.

## روابط خارجية
- ستيوارت ديفيس على موقع الموسوعة البريطانية (الإنجليزية)
- ستيوارت ديفيس على موقع إن إن دي بي (الإنجليزية)